# Roberto Pangaro
Roberto Pangaro (Trieste, 6 luglio 1950) è un ex nuotatore italiano.

## Biografia
Specializzato nelle distanze brevi dello stile libero, è stato il migliore in Italia sino all'arrivo di Marcello Guarducci. In staffetta è entrato in nazionale a 16 anni e ne è uscito a 27, al termine della carriera. Ha ottenuto Il suo miglior risultato con la staffetta 4x100 m stile libero ai Campionati mondiali di nuoto di Cali 1975, dove ha conquistato la prima medaglia maschile in assoluto per l'Italia in competizioni mondiali (Giochi olimpici o mondiali, appunto). Nella stessa edizione dei Mondiali ha disputato la finale dei 100 stile libero, chiusa al settimo posto.
Tra il 1970 e il 1977 ha migliorato 10 volte il primato italiano dei 100 stile libero, 2 volte quello dei 200 stile libero, 9 volte quello della staffetta 4x100 stile libero, 9 volte quello della 4x200 stile libero e 2 volte quello della 4x100 misti.
Pangaro ha fatto una breve comparsa nel film L'ultimo sapore dell'aria di Ruggero Deodato. Attualmente gestisce una piscina a Roma.

## Palmarès
| Giochi olimpici            | 100 m st. libero          | 200 m st. libero           | 4 x 100 m st. libero                      | 4 x 200 m st. libero                        | ---                       |
| 1972 Monaco Germania Ovest | elim. in batteria 54"74   | elim. in batteria 2'00"97  | el. in batteria - 3'38"81 frazione: 54"64 | el. in batteria - 8'03"98 frazione: 2'00"31 | ---                       |
| 1976 Montreal Canada       | elim. in semifinale 52"68 | elim. in batteria 1'55"30  | ---                                       | 8º - 7'43"39 frazione: 1'55"74              | ---                       |
| Campionati del mondo       | 100 m st. libero          | 200 m st. libero           | 4 x 100 m st. libero                      | 4 x 200 m st. libero                        | 4 x 100 m mista           |
| 1973 Belgrado Jugoslavia   | elim. in batteria 53"877  | elim. in batteria 1'58"855 | 7º - 3'36"84 frazione: 54"06              | el. in batteria - 7'58"51                   | el. in batteria - 4'09"07 |
| 1975 Calì Colombia         | 7º 52"66                  | elim. in batteria 1'57"00  | Bronzo:3'31"85 frazione: 52"82            | ---                                         | ---                       |
| Campionati europei         | 100 m st. libero          | 200 m st. libero           | 4 x 100 m st. libero                      | 4 x 200 m st. libero                        | 4 x 100 m mista           |
| 1966 Utrecht Paesi Bassi   | ---                       | ---                        | 7º - 3'43"7 frazione: 56"8                | ---                                         | ---                       |
| 1970 Barcellona Spagna     | ---                       | ---                        | 6º - 3'40"1 :                             | ---                                         | ---                       |
| 1974 Vienna Austria        | 5º 52"71                  | ---                        | 4º - 3'33"03 :                            | 6º - 7'49"91 :                              | 5º - 3'58"50 :            |
| 1977 Jönköping Svezia      | ---                       | ---                        | Argento: 3'28"58 frazione: 53"14          | 7º - 7'47"21 frazione: 1'57"66              | ---                       |
| Giochi del Mediterraneo    | 100 m st. libero          | 200 m st. libero           | 4 x 100 m st. libero                      | 4 x 200 m st. libero                        | ---                       |
| 1971 Smirne Turchia        | Bronzo 56"2               | ---                        | Argento: 3'42"4 :                         | Oro: 8'11"9 :                               | ---                       |
| 1975 Algeri Algeria        | ---                       | Bronzo 2'00"53             | Oro: 3'36"79 :                            | ---                                         | ---                       |

### Campionati italiani
20 titoli individuali e 10 in staffette, così ripartiti:
- 8 nei 100 m stile libero
- 6 nei 200 m stile libero
- 6 nei 400 m stile libero
- 5 nella staffetta 4 x 100 m stile libero
- 5 nella staffetta 4 x 100 m mista

| Anno | Edizione    | 100 m st. libero | 200 m st. libero | 400 m st. libero | 4x100 m st. libero | 4x100 m mista |
| ---- | ----------- | ---------------- | ---------------- | ---------------- | ------------------ | ------------- |
| 1970 | Primaverili | 1                | -                | -                | -                  | 1             |
| 1970 | Estivi      | 1                | 1                | 1                | -                  | -             |
| 1971 | Estivi      | -                | -                | -                | 1                  | 1             |
| 1972 | Primaverili | 1                | 1                | 1                | 1                  | 1             |
| 1972 | Estivi      | 1                | -                | -                | -                  | 1             |
| 1973 | Primaverili | 1                | 1                | 1                | 1                  | 1             |
| 1973 | Estivi      | 1                | 1                | 1                | 1                  | -             |
| 1974 | Primaverili | 1                | 1                | 1                | -                  | -             |
| 1974 | Estivi      | 1                | 1                | -                | -                  | -             |
| 1975 | Primaverili | -                | -                | 1                | -                  | -             |
| 1977 | Estivi      | -                | -                | -                | 1                  | -             |